# Lori Robinson
Lori Robinson hay Lori J. Robinson là nữ Đại tướng đầu tiên của không quân Hoa Kỳ chỉ huy lực lượng Không quân Hoa Kỳ ở Thái Bình Dương. Bà là người phụ nữ quyền lực nhất trong lịch sử quân đội Hoa Kỳ khi chịu trách nhiệm cho các hoạt động của lực lượng không quân trải rộng trên hơn nửa thế giới với 45.000 quân nhân, phục vụ chủ yếu tại Nhật Bản, Hàn Quốc, Hawaii, Alaska và Guam..

## Sự nghiệp
Năm 1982, Robinson vào lực lượng không quân qua chương trình ROTC tại Đại học New Hampshire. 
Ngày 21 tháng 9 năm 2007 Robinson làm nên lịch sử khi trở thành người phụ nữ đầu tiên chỉ huy 552 ở Tinker AFB, Oklahoma.
Năm 2014, bà là người phụ nữ đầu tiên được chọn làm Tổng chỉ huy của Không quân Thái Bình Dương ở Hawaii.